# Klaksvíks kommun
Klaksvíks kommun (färöiska: Klaksvíkar kommuna) är Färöarnas näst största kommun, fördelad på öarna Kalsoy, Svínoy och delar av ön Borðoy. Kommunen omfattar förutom centralorten Klaksvík även orterna Árnafjørður, Norðoyri, Ánir, Strond, Svínoy, Trøllanes och Mikladalur. Vid folkräkningen 2015 hade kommunen 4 952 invånare.
Sedan kommunreformen 1 januari 2005 ingår den tidigare Mikladalurs kommun i kommunen, och sedan reformen som genomfördes 2009 ingår även Svínoys kommun här.

## Befolkningsutveckling
| Befolkningsutvecklingen i Klaksvíks kommun 1985–2015 | Befolkningsutvecklingen i Klaksvíks kommun 1985–2015 | Befolkningsutvecklingen i Klaksvíks kommun 1985–2015 | Befolkningsutvecklingen i Klaksvíks kommun 1985–2015 | Befolkningsutvecklingen i Klaksvíks kommun 1985–2015 |
| ---------------------------------------------------- | ---------------------------------------------------- | ---------------------------------------------------- | ---------------------------------------------------- | ---------------------------------------------------- |
|                                                      |                                                      |                                                      |                                                      |                                                      |
| År                                                   |                                                      |                                                      | Folkmängd                                            |                                                      |
| 1985                                                 | 1985                                                 |                                                      | 4 973                                                |                                                      |
| 1990                                                 | 1990                                                 |                                                      | 5 063                                                |                                                      |
| 1995                                                 | 1995                                                 |                                                      | 4 677                                                |                                                      |
| 2000                                                 | 2000                                                 |                                                      | 4 890                                                |                                                      |
| 2005                                                 | 2005                                                 |                                                      | 4 940                                                |                                                      |
| 2010                                                 | 2010                                                 |                                                      | 4 758                                                |                                                      |
| 2015                                                 | 2015                                                 |                                                      | 4 952                                                |                                                      |
|                                                      |                                                      |                                                      |                                                      |                                                      |

## Politik
Kommunens invånare väljer i november vart fjärde år ett kommunstyre, ofta omnämnt som stadsstyre (býráð), för kommunen. Kommunstyret tillträder den 1 januari året därpå.
Senaste kommunstyresvalet genomfördes den 13 november 2012.
| Partier                                                                      | Röster | Röster | Procent | Procent | Mandat | Mandat |
| Partier                                                                      | Antal  | ±      | %       | ±       | Antal  | ±      |
| ---------------------------------------------------------------------------- | ------ | ------ | ------- | ------- | ------ | ------ |
| A – Fólkaflokkurin                                                           | 1 104  | −95    | 37,0    | −4,4    | 5      | ±0     |
| B – Sambandsflokkurin                                                        | 215    | −109   | 7,2     | −4,0    | 0      | −1     |
| C – Javnaðarflokkurin                                                        | 440    | −73    | 14,8    | −2,9    | 1      | −1     |
| D – Sjálvstýrisflokkurin                                                     | 522    | +227   | 17,5    | +7,3    | 2      | +1     |
| E – Tjóðveldi                                                                | 702    | +141   | 23,5    | +4,2    | 3      | +1     |
| Totalt                                                                       | 2 983  |        | 100,0   |         | 11     |        |
| Borgmästare: Jógvan Skorheim (D) Viceborgmästare: Steinbjørn O. Jacobsen (E) |        |        |         |         |        |        |